# Campionatele europene de gimnastică individuală din 2005
Campionatele europene de gimnastică individuală din 2005, care au reprezentat prima ediție a competiției continentale a gimnasticii individuale artistice, atât feminine cât și masculine a „bătrânului continent”, au avut loc în orașul Debrețin din Ungaria, între 2 și 5 iunie 2005.